# Michael Schuler
Michael Schuler (8. november 1901 i Würzburg i Tyskland – januar 1974 i Vero Beach i Florida) var en amerikansk gymnast som deltog i de olympiske lege i 1932 i Los Angeles.
Schuler vandt en sølvmedalje i gymnastik under OL 1932 i Los Angeles. Han var med på det amerikanske hold som kom på en andenplads i holdkonkurrencen efter Italien.